# Седакова, Светлана Васильевна
Светлана Васильевна Седакова (14 января 1974) — российская футболистка, защитница, тренер. Выступала за сборную России.

## Биография
Воспитанница тольяттинского футбола, начала заниматься в 13-летнем возрасте в местной команде «Торпедо» (позднее — «Лада»). Много лет выступала за тольяттинский клуб в высшей лиге России. Также играла за другие клубы высшей лиги — «ЦСК ВВС» (Самара), «Рязань-ВДВ», «Звезда-2005» (Пермь). Становилась чемпионкой и призёром чемпионата России.
В 2009 году вернулась в «Ладу», проводившую сезон в высшей лиге после двухлетнего перерыва, и сыграла 4 матча. Однако в ходе сезона команда прекратила существование.
В 2010 году футболистка перешла в «Мордовочку» и стала её капитаном, по итогам сезона завоевала бронзовые награды первого дивизиона. После выхода «Мордовочки» в высшую лигу, в 2011—2013 годах была главным тренером клуба (в ряде источников упоминается с приставкой и. о.). В этих сезонах также включалась в заявку как игрок, но на поле не выходила.
Сезон 2014 года провела в «ЦСК ВВС» сыграв 3 матча.
В 2015 году включалась в заявку «Лады», выступавшей в любительских соревнованиях.